# Вербівець
Ве́рбівець — річка в Україні, в Тернопільському районі Тернопільської області, права притока Золотої Липи (басейн Дністра). 
Бере початок із джерел біля села Вербова, тече на схід та південний схід, впадає у Золоту Липу на північний схід від села Лапшина. 
Довжина річки — 10 км, площа басейну — 18 км². Воду використовують для сільськогосподарських і побутових потреб. 
Притоки: Гори (ліва) та невеликі потічки.